# Алексино (Калининградская область)
Алексино — посёлок в Калининградской области России. В рамках административно-территориального устройства входит в Зеленоградский район, в рамках организации местного самоуправления включается в в состав Зеленоградского муниципального округа.

## Название
До 1950 года носил название Гермау.

## География
Находится на самом западе Калининградского полуострова, на побережье Калининградского залива, в зоне хвойно-широколиственных лесов, при региональной автодороге 27А-013.

### Климат
Климат характеризуется как переходный от морского к умеренно континентальному. Среднегодовая температура воздуха — 7 °C. Средняя температура воздуха самого холодного месяца (января) — −2,3 °C; самого тёплого месяца (июля) — 17 °C. Безморозный период длится в среднем 185—190 дней. Годовое количество атмосферных осадков — 750—800 мм, из которых большая часть выпадает в тёплый период.

## История
Включен в состав тогдашнего Янтарного сельсовета Приморского района в 1950 году.
Примерно с 1960 года входил в состав Поваровского сельсовета.
До 2005 года входил в Красноторовский сельский округ.
В период с 2005 по 2015 годы Алексино входил в состав Красноторовского сельского поселения Зеленоградского района, с 2015 по 2022 годы — в состав Зеленоградского городского округа.

## Население
| 2002 | 2010 |
| ---- | ---- |
| 32   | ↘22  |

### Национальный и гендерный состав
Согласно результатам переписи 2002 года, в национальной структуре населения русские составляли 97 % из 32 жителей, из них по 16 мужчин и женщин.

## Транспорт
Автобусное сообщение с районным и областным центрами. Остановка общественного транспорта «Алексино».